# Karl Kuhn (Fussballspieler)
Karl Kuhn (* 1892/1893; † 26. Mai 1962) war ein Schweizer Fussballspieler. Er besetzte üblicherweise die Position des linken Verbindungsstürmers.
Kuhn war während fünf Jahrzehnten Mitglied des FC Winterthur. Für dessen 1. Mannschaft spielte er mindestens ab der Saison 1915/16 in der höchsten Schweizer Liga. 1916 noch Vizemeister, gehörte er eine Saison später zur Meistermannschaft beim dritten Meistertitel der Winterthurer. Am 23. Dezember 1917 spielte er sein einziges Spiel für die Schweizer Nationalmannschaft; die Schweiz verlor das Spiel gegen Österreich mit 0:1. Obwohl er Mitte der 1920er-Jahre in die FCW-Veteranensektion gewechselt hatte, war er auch danach immer wieder für die 1. Mannschaft im Einsatz (gemäss Jerzö bis 1929 als Teil der Mannschaft). Sein letztes Spiel für die 1. Mannschaft bestritt er erst mit über 40 Jahren im Frühling 1934 an der Seite von Georg Rüesch.
Kuhn, der auch als Platzwart des Vereins wirkte und zeitlebens bei Sulzer arbeitete, starb am 26. Mai 1962 kurz vor seiner Pensionierung im Alter von 69 Jahren.